# Sphinx adumbrata
Sphinx adumbrata is een vlinder uit de familie van de pijlstaarten (Sphingidae). De wetenschappelijke naam van de soort werd in 1912 gepubliceerd door Harrison Gray Dyar.